# Modelismo

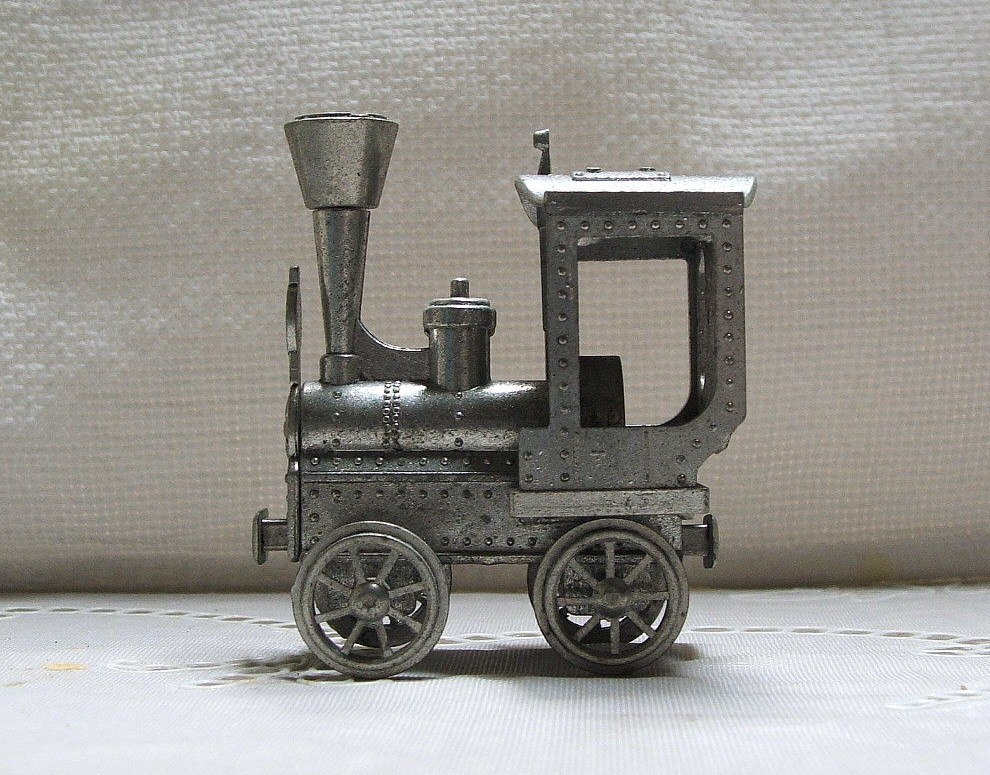
Un pequeño modelo en metal de una antigua locomotora a vapor, ejemplo artístico de modelismo ferroviario.

Por modelismo se entiende, en sentido general, la actividad artesanal consistente en la creación de prototipos, usando diversos manuales y materiales, que tendrán la función de actuar como «modelo» para una producción industrial. Típicamente dichos modelos se han usado para obtener un molde. La figura del artesano modelista está desapareciendo, reemplazada por las máquinas a las que puede proporcionarse un modelo numérico procedente de un sistema CAD.
El modelismo, en una acepción más común, es también una afición consistente en construir y finalmente dirigir (modelismo dinámico) reproducciones en miniatura de máquinas, personas o edificios. Originalmente procede de la costumbre de ciertos artesanos de siglos pasados, sobre todo de mobiliario, de construir ejemplos a escala reducida de sus productos, para poder así mostrarlos a sus clientes sin tener que construirlos realmente antes de recibir el encargo.
El modelismo como afición puede dividirse en:
- Dinámico: Modelos a escala que se mueven y dirigen a control remoto como aviones y vehículos. Aquí los aficionados buscan maniobrar de la forma más hábil el modelo y lograr desarrollar el máximo control del aparato.

- Estático: Modelos a escala con gran detalle cuyo fin es el de apreciarlos sin movimiento. Para los aficionados o profesionales del modelismo estático cada modelo representa una "pieza de museo" creando así sus propias colecciones privadas que pueden tener diversas temáticas: Belicismo histórico, ingeniería civil, ciencia ficción, etc. Aquí los aficionados buscan representar a escala la forma más realista posible del modelo original. Por esto último es incorrecto considerar como juguetes a los modelos a escala estáticos

## Ramas del modelismo

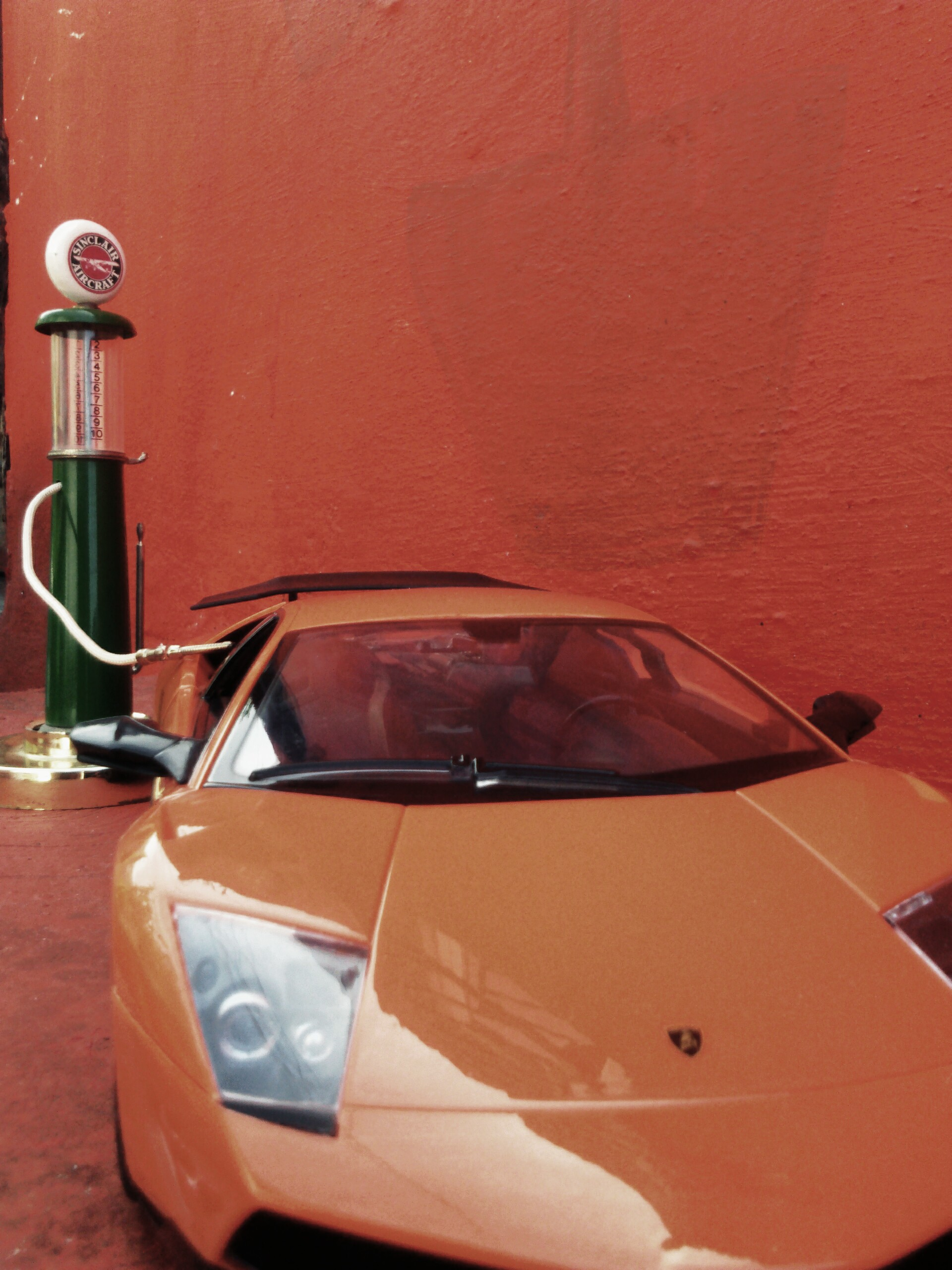
Maqueta Lamborghini y Bomba Gasolina Vintage

Las principales ramas del modelismo como afición y los modelos más comunes son:
- Truckmodelismo: camiones, maquinaria pesada y dioramas adecuados según la escala, esto es controlado remotamente.
- Modelismo ferroviario: Trenes con movimiento sobre escenarios detallados de forma realista
- Aeromodelismo: Aviones y otros artefactos con capacidad de vuelo por medio de un motor controlado remotamente
- Automodelismo: Vehículos y otros artefactos de movimiento terrestre por medio de un motor controlado remotamente
- Modelismo marino: Barcos y otros artefactos con capacidad de navegación sobre agua con motor controlado remotamente

- Cohetería amateur: Cohetes con capacidad de despegue

- Modelismo estático o Maquetismo estático:
  - Aviación militar y civil como aviones de hélice, jets, helicópteros y otros artefactos
  - Vehículos militares, tanques de guerra y diversas armas
  - Modelismo naval y civil como barcos de vela, portaaviones, destructores, patrullas, navíos mercantes y submarinos
  - Automóviles civiles y de carreras
  - Ciencia ficción como naves y estaciones espaciales

- Figuras en miniatura
  - Figuras históricas
  - Personajes fantásticos
  - Personajes famosos
  - Animales actuales y extintos
  - Miniaturas de wargames

- Dioramas
  - Edificios y construcciones civiles o militares
  - Campos de batalla
  - Ambientes fantásticos y de ciencia ficción
  - Casas de muñecas

Al coleccionismo de este tipo de miniaturas se le conoce por el nombre de miniaturismo. El modelismo utiliza diferentes escalas que son preferidas dependiendo de cada aficionado, por ejemplo en aviación militar estática las escalas más comunes son 1:48 y 1:72 y en vehículos militares es la 1:35